# Lee Seung-hyub
Lee Seung-hyub (em coreano: 이승협; 31 de outubro de 1992) é um rapper, cantor, instrumentista, compositor e ator sul-coreano. Ele é membro e líder da banda sul-coreana N.Flying.

## Carreira
Desde 2013, Lee é o líder e rapper da banda sul-coreana N.Flying, para quem também toca violão e piano.
Durante 2015, ele trabalhou como modelo para a marca de roupas Buckaroo com a Seolhyun do AOA. Ele também fez uma sessão de fotos para a revista "Nylon".
Em abril de 2015, "God" foi lançado como uma colaboração entre Jimin ex-AOA e Seunghyub. A canção foi produzida por Rhymer do Brand New Music como parte do N Project da FNC Entertainment. O videoclipe da música foi baseado em Game of Thrones.
O debut de N.Flying foi adiada em julho de 2014 devido a uma lesão no joelho que sofreu.
Em 22 de fevereiro de 2021, Lee fará sua estreia solo com seu álbum de estreia "On The Track" e seu single principal "Clicker", sob o nome artístico de J.Don.

## Vida pessoal
Lee revelou que foi declarado isento do serviço militar obrigatório devido a duas cirurgias feitas por sua lesão no joelho sofrida em 2014.

## Filmografia

### Televisão
| Ano  | Título                             | Rede | Função                       | Observação    |
| ---- | ---------------------------------- | ---- | ---------------------------- | ------------- |
| 2016 | Entertainer                        | SBS  | MC especial do programa show | Cameo (Ep.18) |
| 2017 | All the Love in the World season 3 |      | Lee Seung-hyub               | Web series    |
| 2017 | Save Me                            | OCN  | Aluno                        |               |
| 2019 | Best Chicken                       | MBN  | Park Joon-hyuk               | [ 14 ]        |

### Show de variedades
| Ano  | Título              | Rede | Função     | Observação                           |
| ---- | ------------------- | ---- | ---------- | ------------------------------------ |
| 2019 | King of Mask Singer | MBC  | Competidor | Como "Red Bean Bread" (episódio 199) |

### Papel comercial
| Ano  | Título        | Observação         |
| ---- | ------------- | ------------------ |
| 2015 | Buckaro jeans | junto com Seolhyun |